# Gullner Gyula
Gullner Gyula (Visegrád, 1944. május 31. – 2022. június 9.) mesterszakács, nyugdíjazásáig a Duna InterContinentál Szálloda (1996-tól Budapest Marriott Hotel) konyhafőnöke, anyai ágon a Kárpátia-étterem elődjét bérlő Neusiedler Géza dédunokája.

## Életútja

### Korai évei
Az anyai dédszülei által a visegrádi vár romjaira épített villában látta meg a napvilágot, és bár Budapesten, a Várnegyedben nőtt fel, a szünidőket is a Dunakanyarban töltötte.
Saját elmondása szerint tengerész szeretett volna lenni, de szülei ezt nem engedték és 1958-ban cukrásztanuló lett a IV-XV. kerületi Vendéglátóipari Vállalat 2-es számú hidegkonyhájában. Egy évvel később a Rózsadomb cukrászdába került. Itt végzett 1961-ben, majd rögtön ez után szakácstanulónak jelentkezett a HungarHotels szállodavállaltnál, melynek Margitszigeti Nagyszállójában kezdte meg a másfél éves tanulóidejét. Itt Juhász Miklós konyhafönök, valamint helyettesei Kubicsek Lajos és Patat Lajos voltak a mesterei. 1963-ban szerzett képesítést, majd Franciaországba ment, ahol azonban munkavállalási engedély hiányában nem tudott a szakmájában elhelyezkedni, így mosogatásból és egyéb segédmunkákból tartotta fenn magát. Mire megkapta a munkavállaláshoz szükséges engedélyeket, annyira csalódott volt, hogy egy rövid korzikai kitérővel hazatért.
Az év nyarán a Tihanyi Motelben volt a konyhafőnök, Federics József helyettese, majd a balatonfüredi Baricska csárda egyszemélyes konyháját vitte.  
1963 novemberben bevonult a kétéves sorkatonai szolgálatra. 

### Karrierje
Leszerelése után Federics József vette ismét magához helyetteseként a felújítása után akkor nyílt Szabadság Szállóba. Három évvel később az addig ugyancsak Federics helyetteseként dolgozó Eigen Egon átcsábította a frissen felújított Margitszigeti Nagyszálló hidegkonyhájába. Itt állt össze először az Eigen Egon konyhafőnökből, valamint Gullner Gyula, Kalla Kálmán és Lusztig Tamás helyettesekből álló legendás "aranycsapat".
1969-ben a Dunaparton megnyílt a Hotel Duna InterContinental, és a stáb új feladatkörökben ide költözött át. Eigen Egon exekutív séfként funkcionált tovább, általános helyettese Gullner lett. Lusztig a Randevú, Elek István a Bellevue, Kalla Kálmán a Csárda étterem konyháját vezette.
Eigen 1973-as halálát követően Gullner lett a szálloda exekutív konyhafőnöke és ebből a pozícióból ment nyugdíjba 2004-ben.
Nyugdíjazása után megtervezte és három évig vezette a Wellness Hotel Visegrád konyháját, majd a bélai Ullmann kastély megnyitásában segédkezett két évig.

## Családja
Nős, felesége, Gullner Reichart Magdolna az egykori Forum Szálloda Bécsi Kávéházának üzletvezetője volt, akit 2002-ben Schnitta Sámuel Gasztronómiai Életműdíjjal jutalmaztak.
Fia, Gullner Gergő, maga is konyhafőnök, annak a szállodaépületnek a konyháját vezeti, amelyben egykor édesanyja is dolgozott, de ma már azon a néven – InterContinental – üzemel, amely annak az épületnek a tetején állt, amelyben annak idején édesapja volt a konyhafőnök.

## Kitüntetései
1979-ben beválasztották a Club Chef de Chefs tagjainak sorába.
2001-ben elnyerte a Marriott International A Szakácsművészet Kiválósága elnevezésű kitüntetését. 